# Rees Alfred Davis
Rees Alfred Davis (* 29. Dezember 1856 (nach anderen Angaben 1855) in Chepstow, England; † 11. Oktober 1940 in Potgietersrus) war ein südafrikanischer Gartenbaufachmann und Obstspezialist.

## Leben
Davis erhielt in den Vereinigten Staaten als junger Mensch seine Ausbildung. Die frühen Jahre seines Arbeitslebens verbrachte er in Kalifornien. Dort beteiligte sich Davis am Aufbau der Fruit Growers’ Association.
Im Jahre 1898 folgte er einem Ruf in die Kapkolonie, wo er künftig für den Unternehmer Cecil Rhodes Obstplantagen leitete, später wurden sie Farmen der Rhodes Fruit Farm Group.
Im Oktober 1902 wurde er bei der Regierung Transvaals in Pretoria als Staatsgartenbaudirektor in der Horticultural Division des Department of Agriculture angestellt. Nach Ausrufung der Südafrikanischen Union leitete er dieses Ressort auf nationaler Ebene. In dieser Funktion begann er mit einer Obstbaumzuchtplantage bei Pretoria und erlangte durch seine Publikationen über Obstbaumkulturen, besonders über Zitrusfrüchte internationales Ansehen. Seine Arbeiten befassten sich neben gartenbaulichen Fragen auch mit Aspekten der wirtschaftlichen Nutzung von Obst.

## Persönliches
Seine Eltern waren William E. Davis aus Ficksburg (Südafrika) und Emma Davis, geborene Butler. Zwischen 1924 und 1927 lebte Rees Alfred Davis in Johannesburg, später in Kapstadt und Naboomspruit. Aus der Ehe mit seiner Frau Reba W. Davis gingen vier Kinder hervor.

## Werke (Auswahl)
- Citrus growing in South Africa; oranges, lemons, naartjes, etc. Government Printig and Stationery Office, Pretoria 1919 (online)
- Fruit-growing in South Africa. Central News Agency, Johannesburg, 1928